# Bilijaji, Bangalore North
Bilijaji là một làng thuộc tehsil Bangalore North, huyện Bangalore Urban, bang Karnataka, Ấn Độ.